# Ceanothus arboreus
Ceanothus arboreus är en brakvedsväxtart som beskrevs av Edward Lee Greene. Ceanothus arboreus ingår i släktet Ceanothus och familjen brakvedsväxter. Inga underarter finns listade i Catalogue of Life.

## Bildgalleri

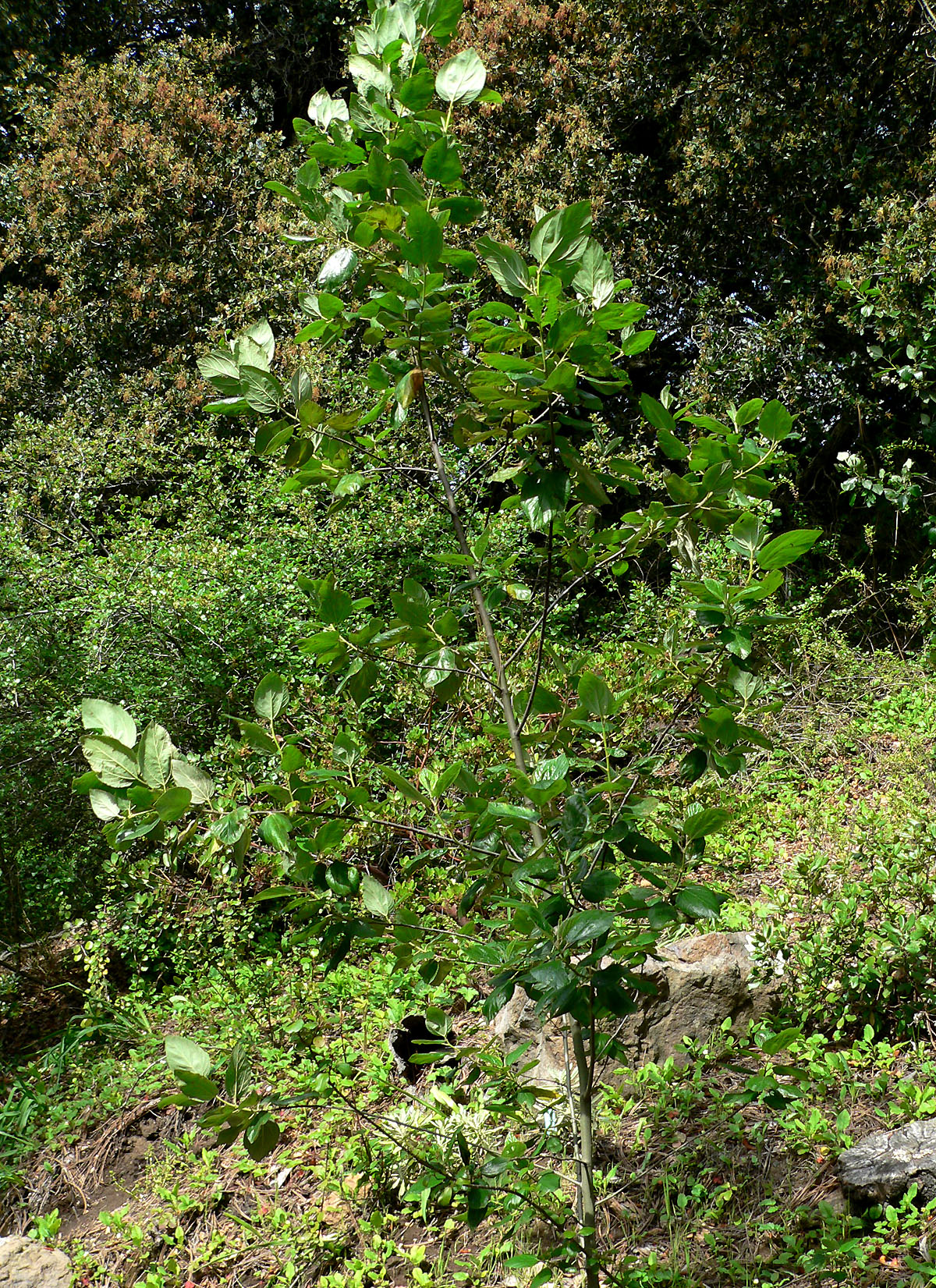
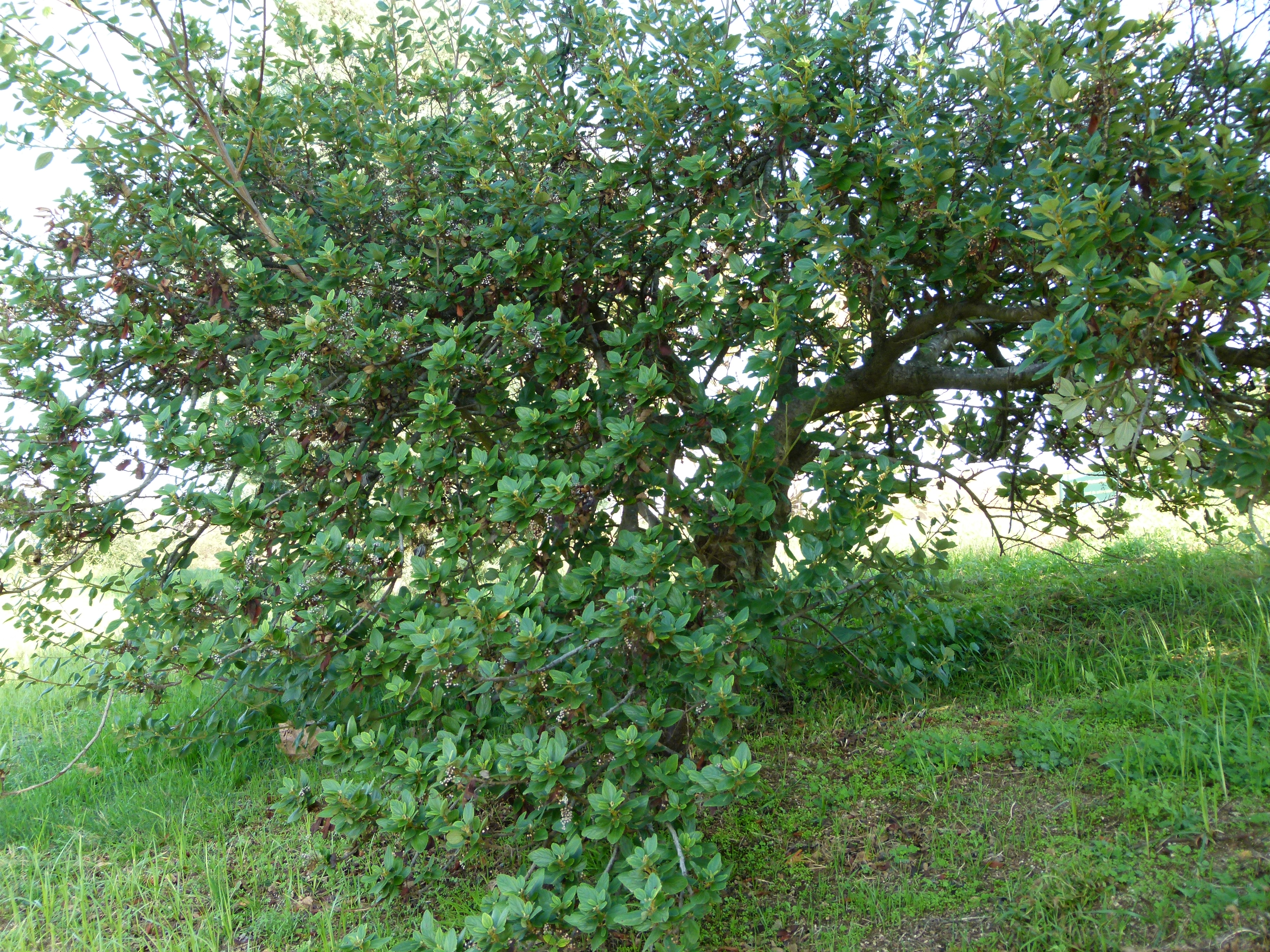
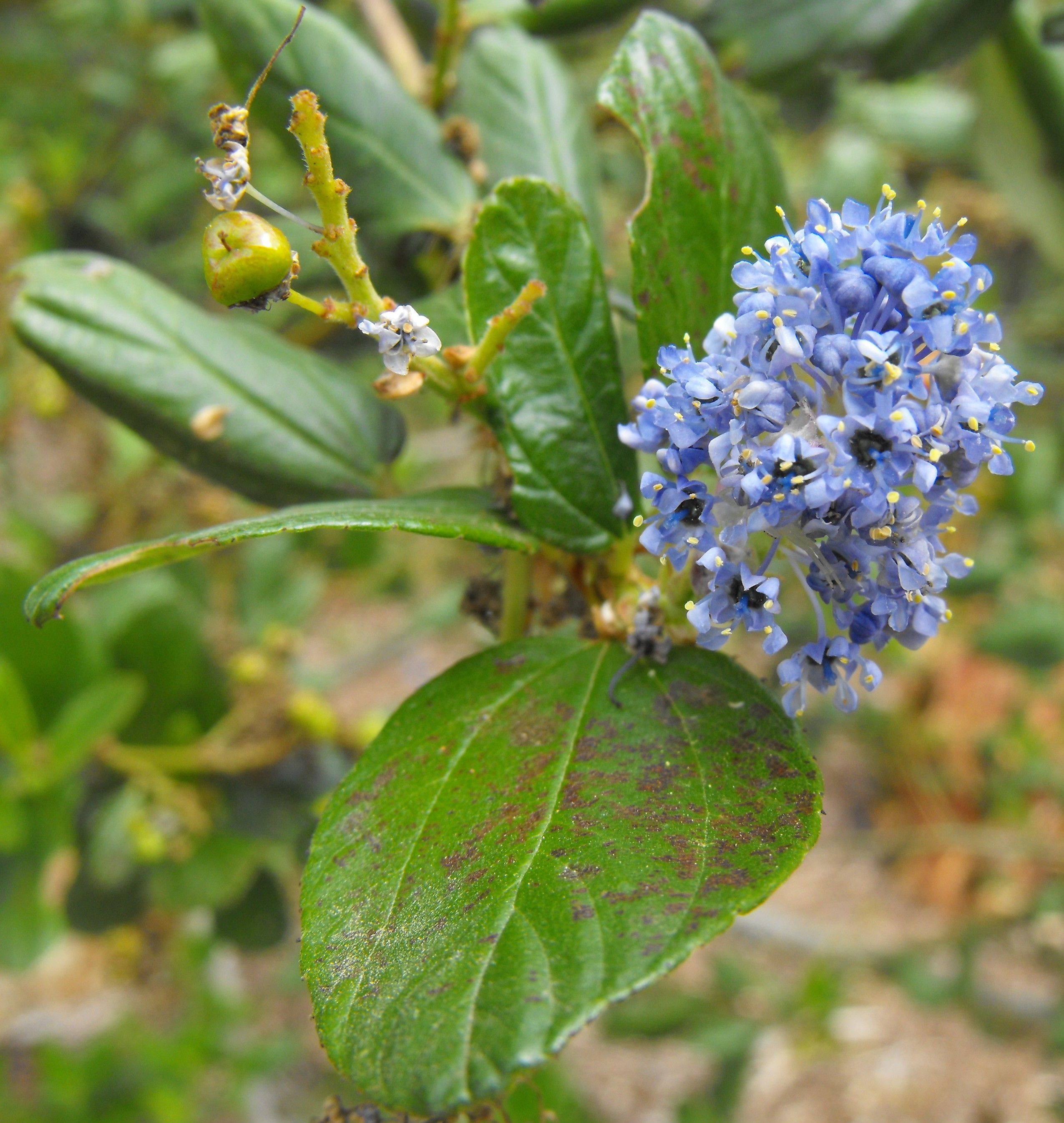